# Mustafa Yücedağ
Mustafa Yücedağ (Gaziantep, 25 april 1966 – Zaandam, 17 februari 2020) was een Turks-Nederlands voetballer die als verdediger of middenvelder speelde. Van 1988 tot 1990 kwam hij uit voor het Turks voetbalelftal.

## Carrière
Hij begon bij ZVV Zilvermeeuwen en speelde vanaf 1982 in de jeugd van Ajax. In oktober 1984 zat hij voor het eerst op de bank bij het eerste team.
Yücedağ speelde in Nederland een bekerwedstrijd bij Ajax in het seizoen  1984/85 (11-12-1984 Ajax-Heerjansdam 6-0) en twee eredivisiewedstrijden in het seizoen 1985/1986 (27-10-1985 Ajax-Haarlem 5-1, en 25-5-1986 Sparta-Ajax 3-1). Bij Ajax speelde hij samen met onder meer Hans Galjé, Stanley Menzo, Sonny Silooy, Rob Rijnink, Frank Rijkaard, Ronald Koeman, John van 't Schip, Gerald Vanenburg, Marco van Basten, John Bosman, Rob de Wit en laatstelijk Aron Winter. Als trainers maakte hij Aad de Mos, het interim-trio Spitz Kohn, Tonny Bruins Slot, Cor van der Hart, en tenslotte Johan Cruijff mee. Hierna verkaste hij naar PEC Zwolle '82 waar hij basisspeler werd en de rol kreeg van vrije middenvelder onder coach Co Adriaanse. Na twee seizoenen vertrok hij naar zijn moederland Turkije. Hij speelde er eerst bij het bescheiden Sarıyer, later bij topclubs als Galatasaray en Fenerbahçe. Bij Sariyer en Galatasaray was hij basisspeler. Hij stond daarna in 1993 nog een half jaar onder contract bij De Graafschap, die hem echter al snel weer voor 100.000 gulden verkocht aan een Turkse club.
In het seizoen 2008-09 werkte hij in de jeugd en als lid van de technisch staf bij Gaziantepspor. In 2013 was hij kort als techniektrainer in dienst bij Çamlıdere Şekerspor.
In zijn nadagen speelde hij nog een blauwe maandag bij ZCFC.

### Carrièrestatistieken
| Seizoen                     | Club            | Land            | Competitie      | Competitie | Competitie | Beker | Beker | Internationaal | Internationaal | Overig | Overig | Totaal | Totaal |
| Seizoen                     | Club            | Land            | Competitie      | Wed.       | Dlp.       | Wed.  | Dlp.  | Wed.           | Dlp.           | Wed.   | Dlp.   | Wed.   | Dlp.   |
| --------------------------- | --------------- | --------------- | --------------- | ---------- | ---------- | ----- | ----- | -------------- | -------------- | ------ | ------ | ------ | ------ |
| 1985/86                     | Ajax            | Nederland       | Eredivisie      | 2          | 0          | 0     | 0     | –              | –              | –      | –      | 2      | 0      |
| 1986/87                     | PEC Zwolle '82  | Nederland       | Eredivisie      | 21         | 3          | 0*    | 0     | –              | –              | –      | –      | 21     | 3      |
| 1987/88                     | PEC Zwolle '82  | Nederland       | Eredivisie      | 34         | 7          | 0*    | 0     | –              | –              | –      | –      | 34     | 7      |
| 1988/89                     | Sarıyer GK      | Turkije         | Super Lig       | 27         | 9          | 0     | 0     | –              | –              | –      | –      | 27     | 9      |
| 1989/90                     | Sarıyer GK      | Turkije         | Super Lig       | 28         | 7          | 0     | 0     | –              | –              | –      | –      | 28     | 7      |
| 1990/91                     | Galatasaray SK  | Turkije         | Super Lig       | 16         | 3          | 0     | 0     | –              | –              | –      | –      | 16     | 3      |
| 1991/92                     | Galatasaray SK  | Turkije         | Super Lig       | 25         | 1          | 0     | 0     | –              | –              | –      | –      | 25     | 1      |
| 1992/93                     | Fenerbahçe SK   | Turkije         | Super Lig       | 2          | 0          | 0     | 0     | –              | –              | –      | –      | 2      | 0      |
| 1992/93                     | Sarıyer GK      | Turkije         | Super Lig       | 14         | 3          | 0     | 0     | –              | –              | –      | –      | 14     | 3      |
| 1993/94                     | De Graafschap   | Nederland       | Eerste divisie  | 8          | 0          | 1*    | 2     | –              | –              | –      | –      | 9      | 2      |
| 1993/94                     | Gaziantepspor   | Turkije         | Super Lig       | 3          | 0          | 0     | 0     | –              | –              | –      | –      | 3      | 0      |
| 1994/95                     | Sarıyer GK      | Turkije         | TFF 1. Lig      | 8          | 0          | 0     | 0     | –              | –              | –      | –      | 8      | 0      |
| Carrière totaal             | Carrière totaal | Carrière totaal | Carrière totaal | 188        | 33         | 1     | 2     | 0              | 0              | 0      | 0      | 189    | 35     |
| Bijgewerkt tot 1 maart 2015 |                 |                 |                 |            |            |       |       |                |                |        |        |        |        |

## Interlandcarrière
Op 2 november 1988 debuteerde Yücedağ voor Turkije in een WK-kwalificatiewedstrijd tegen Oostenrijk (3 – 2 verlies).
| Interlands van Mustafa Yücedağ voor Turkije | Interlands van Mustafa Yücedağ voor Turkije | Interlands van Mustafa Yücedağ voor Turkije | Interlands van Mustafa Yücedağ voor Turkije | Interlands van Mustafa Yücedağ voor Turkije | Interlands van Mustafa Yücedağ voor Turkije |
| №                                           | Datum                                       | Wedstrijd                                   | Uitslag                                     | Soort Wedstrijd                             | Doelpunten                                  |
| Als speler bij Galatasaray SK               | Als speler bij Galatasaray SK               | Als speler bij Galatasaray SK               | Als speler bij Galatasaray SK               | Als speler bij Galatasaray SK               | Als speler bij Galatasaray SK               |
| ------------------------------------------- | ------------------------------------------- | ------------------------------------------- | ------------------------------------------- | ------------------------------------------- | ------------------------------------------- |
| 1.                                          | 2 november 1988                             | Oostenrijk – Turkije                        | 3 – 2                                       | Kwalificatie WK 1990                        | 0                                           |
| Als speler bij Sarıyer GK                   |                                             |                                             |                                             |                                             |                                             |
| 2.                                          | 29 maart 1989                               | Griekenland – Turkije                       | 0 – 1                                       | Vriendschappelijk                           | 0                                           |
| 3.                                          | 10 mei 1989                                 | Turkije – Sovjet-Unie                       | 0 – 1                                       | Kwalificatie WK 1990                        | 0                                           |
| 4.                                          | 20 september 1989                           | IJsland – Turkije                           | 2 – 1                                       | Kwalificatie WK 1990                        | 0                                           |
| 5.                                          | 25 oktober 1989                             | Turkije – Oostenrijk                        | 3 – 0                                       | Kwalificatie WK 1990                        | 0                                           |
| 6.                                          | 15 november 1989                            | Sovjet-Unie – Turkije                       | 2 – 0                                       | Kwalificatie WK 1990                        | 0                                           |
| 7.                                          | 11 april 1990                               | Denemarken – Turkije                        | 1 – 0                                       | Vriendschappelijk                           | 0                                           |
| 8.                                          | 27 mei 1990                                 | Turkije – Ierland                           | 0 – 0                                       | Vriendschappelijk                           | 0                                           |
| Als speler bij Fenerbahçe SK                |                                             |                                             |                                             |                                             |                                             |
| 9.                                          | 5 september 1990                            | Hongarije – Turkije                         | 4 – 1                                       | Vriendschappelijk                           | 0                                           |